# Maibutnie, Koriukivka
Maibutnie (în ucraineană Майбутнє) este un sat în comuna Biloșîțka Sloboda din raionul Koriukivka, regiunea Cernihiv, Ucraina.

## Demografie
Componența lingvistică a localității Maibutnie
     Ucraineană (100%)
Conform recensământului din 2001, toată populația localității Maibutnie era vorbitoare de ucraineană (100%).